# Angelo Somazzi
Angelo Somazzi (* 1803 in Senj; † 26. Dezember 1892 in Gentilino (heute: Collina d’Oro)) war ein Schweizer Ingenieur, Architekt, Politiker und Journalist.

## Leben
Angelo Somazzi war der Sohn des Baumeisters Giacomo Somazzi (1762–1853) und dessen Ehefrau Elisabetta, geborene De Dominis; seine Mutter stammte von der Insel Arbe in Dalmatien. Nachdem die Familie aus Dalmatien in die Schweiz zurückgekehrt war, liess sie sich erst 1814 in Montagnola nieder, dem Geburtsort seines Vaters, später in Gentilino.
Er besuchte die Pfarrschule in Agra (heute: Collina d’Oro) und in Sorengo, dann das Kollegium San Antonio in Lugano, das Gymnasium in Mailand und die Universität Pavia sowie die Universität Padua. Er beendete sein Studium als Ingenieur und Architekt in Pavia. Gemeinsam mit seinem Cousin Domenico Gilardi plante er, in Russland zu arbeiten und lernte hierfür russisch; in der Zeit von 1831 bis 1832 veröffentlichte er die italienische Übersetzung von Faddei Wenediktowitsch Bulgarins Roman Giovanni Vixighin in vier Bänden.
Von 1829 bis 1830 absolvierte er ein einjähriges Praktikum bei der Direktion für öffentliche Bauten in Mailand. Dann kehrte er ins Tessin zurück und schloss sich dort der liberalen Reformbewegung an. Er war befreundet mit Stefano Franscini.
Angelo Somazzi war in verschiedenen Verwaltungsämtern tätig: von 1831 bis 1833 war er als Sekretär der Erziehungskommission, von 1833 bis 1834 als Redaktor des Bullettino officiale del Gran Consiglio und von 1839 bis 1830 erst als Stellvertreter und von 1839 bis 1844 als Chefingenieur für öffentliche Bauten tätig, wurde dann aber nach einem Konflikt mit dem Kantonsingenieur Pasquale Lucchini (1798–1869) entlassen. Daraufhin wendete er sich der Politik zu und engagierte er sich bei den Konservativen und betätigte sich als polemischer Journalist.
1847 gründete er das Blatt Confederato Ticinese, das er im gleichen Jahr herausgab, worauf er wegen der Artikel angefeindet wurde. In der Nacht vom 19./20. August wurde er in seinem Landhaus bei Lugano von einer wütenden Menschenmenge angegriffen und konnte sich nur mit Mühe nach Brusimpiano retten. Seine Ehefrau, die im Wohnhaus verblieben war, konnte zwar verhindern, dass der Mob das Haus anzündete, jedoch wurde sämtliches Mobiliar zerschlagen. Angelo Somazzi machte eine Eingabe beim Staatsrat und bat um die Bestrafung der Täter und um die Erlaubnis, zu seinem eigenen Schutz eine Waffe tragen zu dürfen. Die Herausgabe seiner Zeitung stellte er vorübergehend ein. Bei den Bewaffneten handelte es sich vermutlich um Anhänger von Giacomo Luvini.
Er ging, als Anhänger des Sonderbunds, freiwillig nach Mailand ins Exil; dort übernahm er von 1850 bis 1865 die Leitung der österreichfreundlichen Zeitungen La Bilancia, Gazzetta Ufficiale di Milano und Gazzetta  Ufficiale di Venezia. Er war Präsident des dort residierenden einflussreichen Tessiner Komitees, mit Corrado Molo und Vincenzo Borsa (1796–1871) als Sekretäre. Dieses wurde später von der Mailänder Regierung angehört, wenn zu entscheiden war, auf welche Tessiner Bürger keine räumlichen Einschränkungen mehr anzuwenden waren, wenn diese Mailand nicht verlassen durften.
Am 24. November 1863 gab es einen Mordanschlag auf ihn, indem die Täter eine Orsini-Bombe in sein Büro warfen. Die Bombe zerbarst jedoch, ohne zu explodieren. Die Täter, die weitere Anschläge auch auf andere Politiker ausübten, wurden gefasst.
Im Juni 1866 kehrte er endgültig ins Tessin zurück. Nachdem die Konservativen 1875 die Macht übernommen hatte, wurde er kurzzeitig Redaktor der Zeitung La Libertà.
Neben seinen journalistischen Schriften verfasste er auch Gelegenheitsgedichte. In seinen letzten Lebensjahren übersetzte er Texte aus dem Französischen und verfasste Biografien über den Architekten Giocondo Albertolli und den Erzieher Don Alberto Lamoni (1798–1838).
Angelo Somazzi war seit 1833 mit Carolina, geborene Soldini, verheiratet.

## Ehrungen und Auszeichnungen
Angelo Somazzi erhielt das Ritterkreuz des königlichen Sizilianischen Ordens Franz I.

## Schriften und Übersetzungen (Auswahl)
- Voti di Angelo Somazzi di Montagnola ai rappresentanti del popolo sovrano del Cantone Ticino intitolati agli onorevoli membri del Gran Consiglio A.o. Corrado Molo di Bellinzona e A.o Domenico Galli di Locarno.. Giuseppe Ruggia e Comp., Lugano 1830.
- Discorso all’Assemblea del Circolo d’Agno. Giuseppe Ruggia e Comp., Lugano 1830.
- Faddei Wenediktowitsch Bulgarin; Angelo Somazzi: Giovanni Vixighin. (Band 1, 2, 3 und 4). Capolago 1831–1832.
- Lettera all’estensore del "Repubblicano", Melide 14 gennaio 1846: protesta contro le sue calunnie. Tipografia Veladini e Comp, Lugano 1846.
- In faustissimo Mediolanum adventu Francisci Josephi II. Imperatoris et Regis P.F.A. et Elisabeth-Amaliae jus augustae conjugis Imperatricis et Reginae Ode Italica D.ris Angelo Somazzi a Blasio e baronibus Ghetaldi Rhacusino Latinis versibus expressa. Lugano 1857.
- Joseph Chantrel; Angelo Somazzi: Storia popolare dei Papi. Tipografia dell’Immacolata Concezione, Modena 1863–1865.
- Il canale marittimo dell’Istmo di Suez: Canzone al Sig. Fernando di Lesseps. Lugano 1869.
- Il progresso scientifico, il riscatto del Cantone Ticino, il traforo del Gottardo e la società di Pio IX. Traversa e Degiorgi, Lugano  1882.
- Cav. Giocondo Albertolli di Bedano: Cenni biografici. Tipografia cantonale, Bellinzona 1883.
- Don Alberto Lamoni di Muzzano: canonico di Agno. Tipo-litografia cantonale, Bellinzona 1883.